# Banavasi

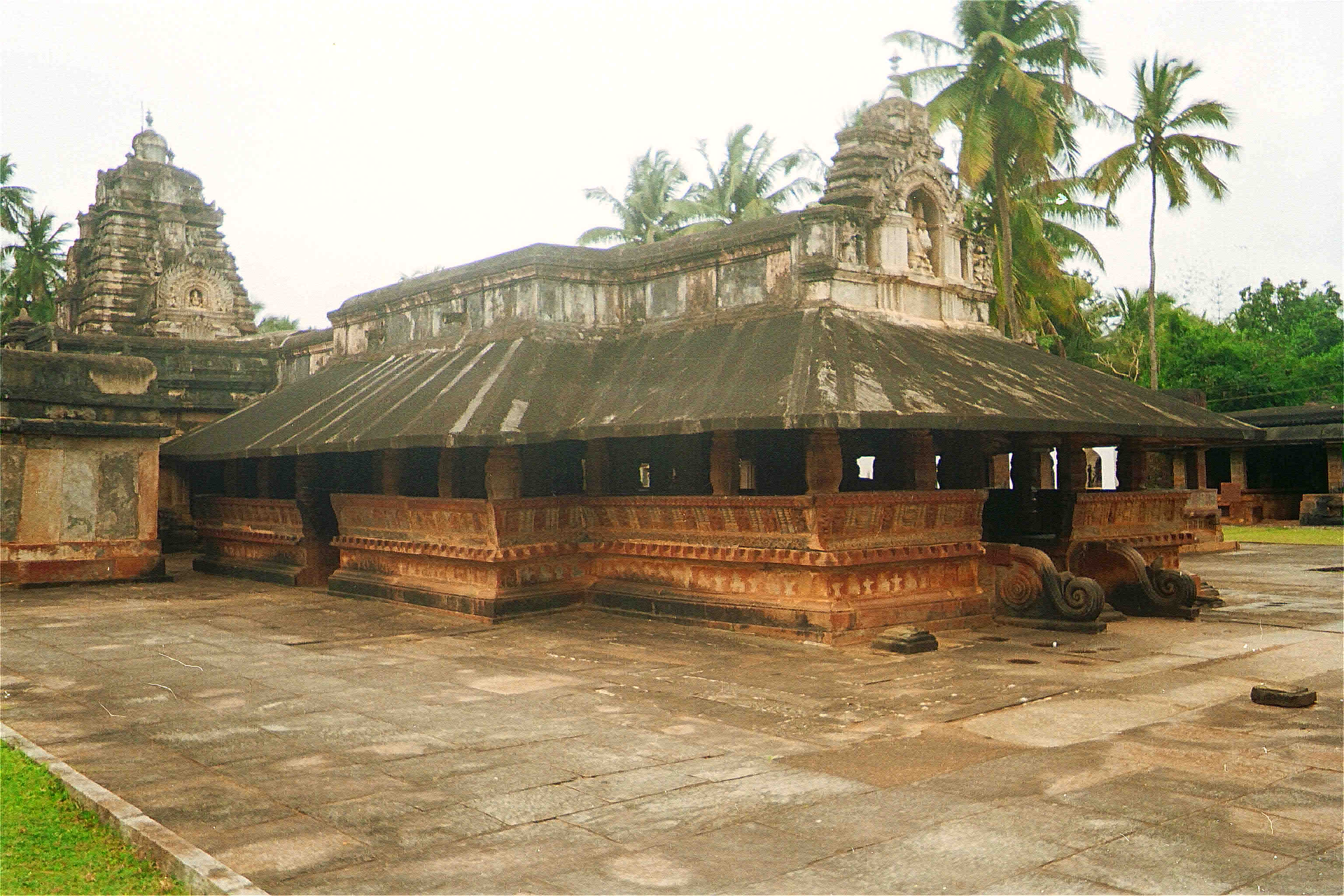
Madhukeshwara-Tempel

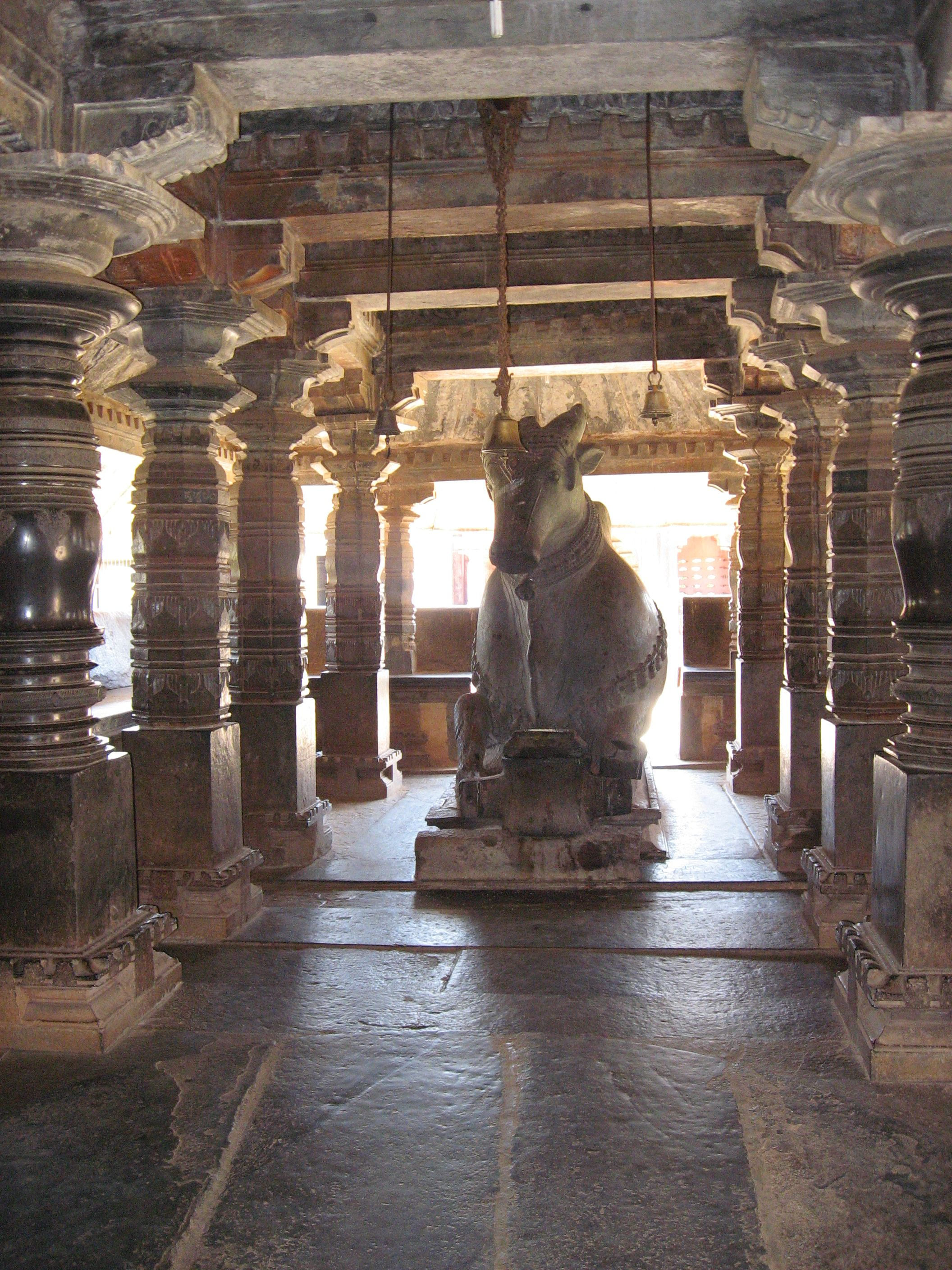
Vorhalle (mandapa) des Tempels mit teilweise gedrechselten Steinsäulen und Nandi-Figur

Banavasi (Kannada: ಬನವಾಸಿ Banavāsi) ist heute eine Kleinstadt mit knapp 7.000 Einwohnern im indischen Bundesstaat Karnataka (Taluk Sirsi im Distrikt Uttara Kannada). Die Stadt ist jedoch möglicherweise über 2500 Jahre alt und war vom 4. bis zum 6. Jahrhundert die Hauptstadt des Kadamba-Reiches.

## Lage und Klima
Banavasi liegt am Varada-Fluss inmitten des Gebirgszugs der Westghats in einer Höhe von rund 575 m etwa 100 km (Fahrtstrecke) südlich von Hubballi und etwa 235 km nordwestlich der Hoysala-Zentren Belur und Halebid. Das Klima in Banavasi ist tropisch warm; Regen (ca. 1965 mm/Jahr) fällt nahezu ausschließlich in den Monsunmonaten Juni bis Oktober.

## Einwohner
Die Einwohner der Kleinstadt sind nahezu ausschließlich Hindus; der männliche Bevölkerungsanteil ist – wie bei Volkszählungen in Indien üblich – etwa 5 % höher als der weibliche. Man spricht Kannada und Hindi.

## Wirtschaft
Das ländliche Umland ist vergleichsweise wasserreich und so werden Reis, Zuckerrohr, Ananas, Gemüse, Mangos etc. angepflanzt und geerntet. Die Stadt ist geprägt von Kleinhandel, Handwerk und kleineren Dienstleistungsunternehmen. Der Tourismus spielt so gut wie keine Rolle.

## Geschichte
Die Geschichte Banavasis reicht wahrscheinlich weit zurück. Erstmals erwähnt wird der Ort jedoch erst in der Zeit des in der zweiten Hälfte des 4. Jahrhunderts entstandenen Kadamba-Reiches. Einige wenige hier und in der Umgebung gefundene Kupfermünzen werden ins 6. Jahrhundert datiert (siehe Weblink). Im 10. Jahrhundert erlebte das Kadamba-Reich eine erneute kurzzeitige Blütezeit – im Ort selbst sowie im Umland entstanden mehrere Tempel, von denen der Madhukeshwara-Tempel der bedeutendste ist; er enthält sogar – für Indien absolut ungewöhnlich – den Thron eines Herrschers.

## Sehenswürdigkeiten
Der Madhukeshwara-Tempel ist einer ältesten erhaltenen Tempelbauten in Karnataka. Er ist dem Gott Shiva geweiht und wird von den meisten Forschern noch ins 8. oder 9. Jahrhundert datiert, was aufgrund der nur wenig gegliederten Bauweise und der einfachen Fensterfüllungen der Außenwand des Sanktumsbereichs durchaus möglich ist. Die mehrfach abgestufte Turmpyramide endet in einer Bauwerksimitation mit einem kuppelartigen Abschluss (stupika), auf welcher ganz oben noch ein kalasha-Krug aufgesetzt ist. Die von Balkonen (jharokhas) umgebene mehrschiffige Vorhalle (mandapa) mit ihrem Wald aus zum Teil gedrechselten Säulen scheint etwa 100 Jahre später angefügt worden zu sein. Hier finden sich sowohl die Figur eines ruhenden Stieres (nandi), der beinahe die gesamte Höhe des Raumes einnimmt, als auch ein steinerner Thronsitz. In der eigentlichen Cella (garbhagriha) befindet sich ein Lingam. Das aus Steinplatten gefertigte Schrägdach kragt weit nach außen vor und hält so das Regenwasser vom Bauwerk fern.

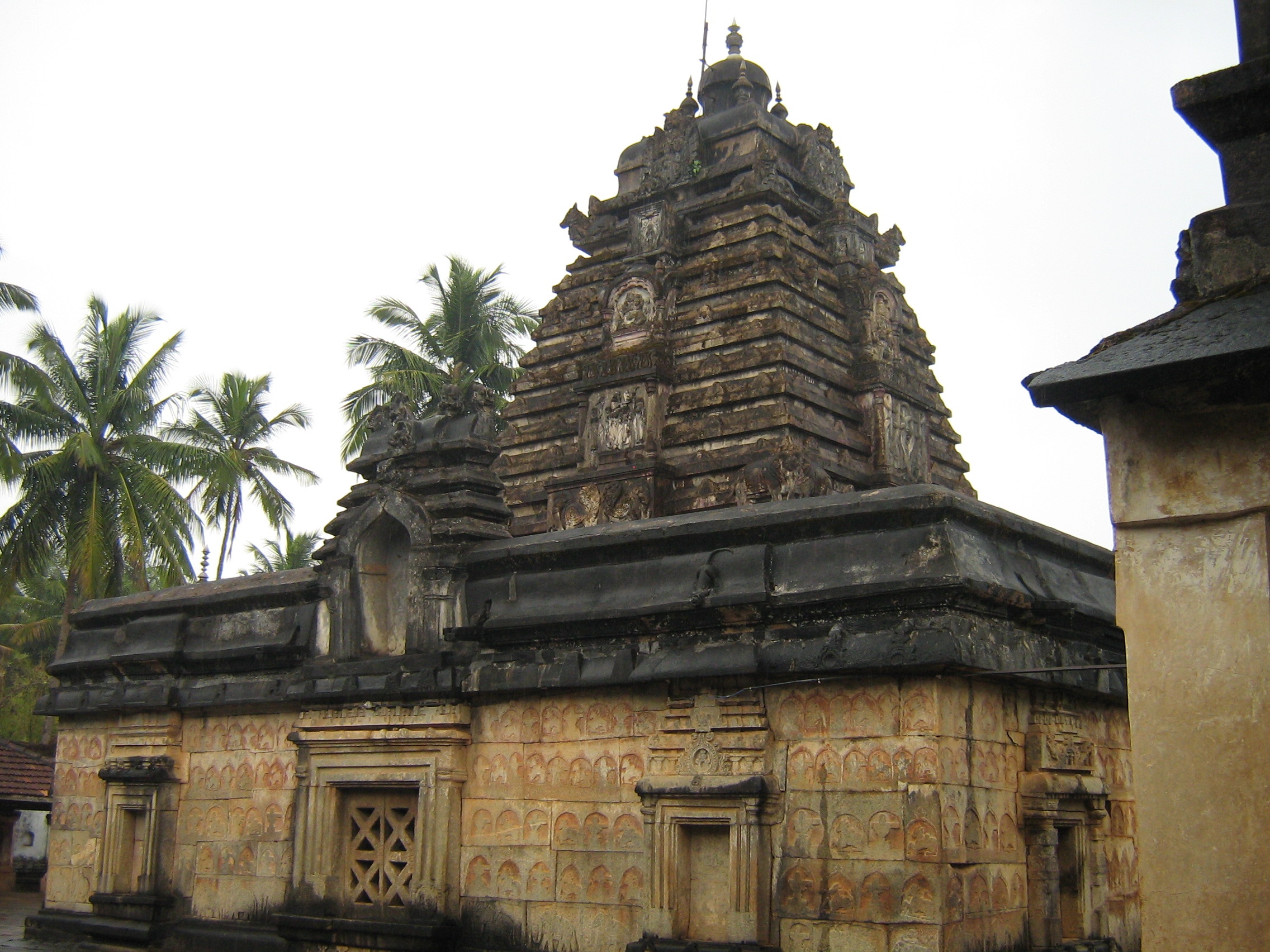
Rückseite des Madhukeshwara-Tempels
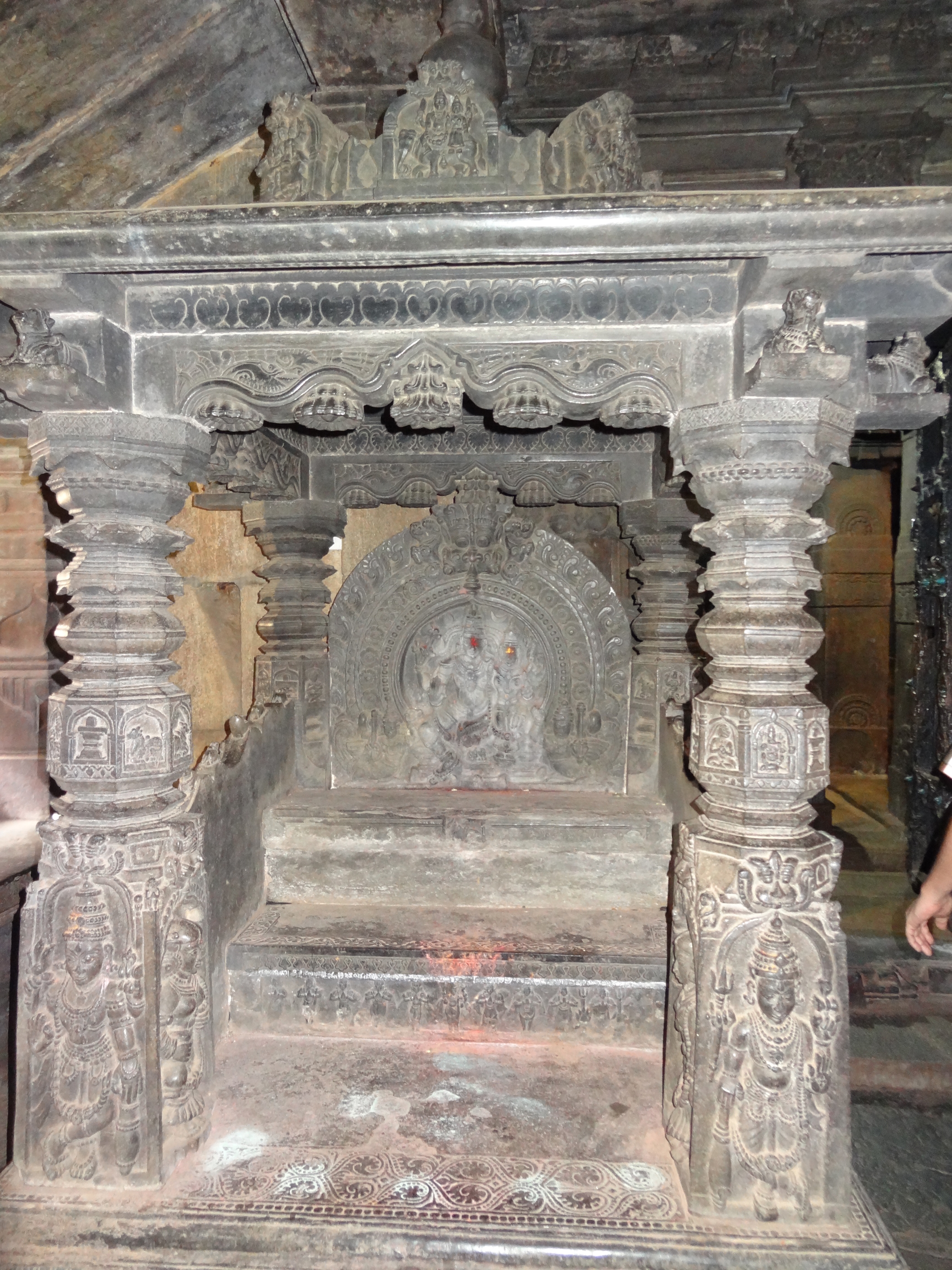
Thron im Tempel
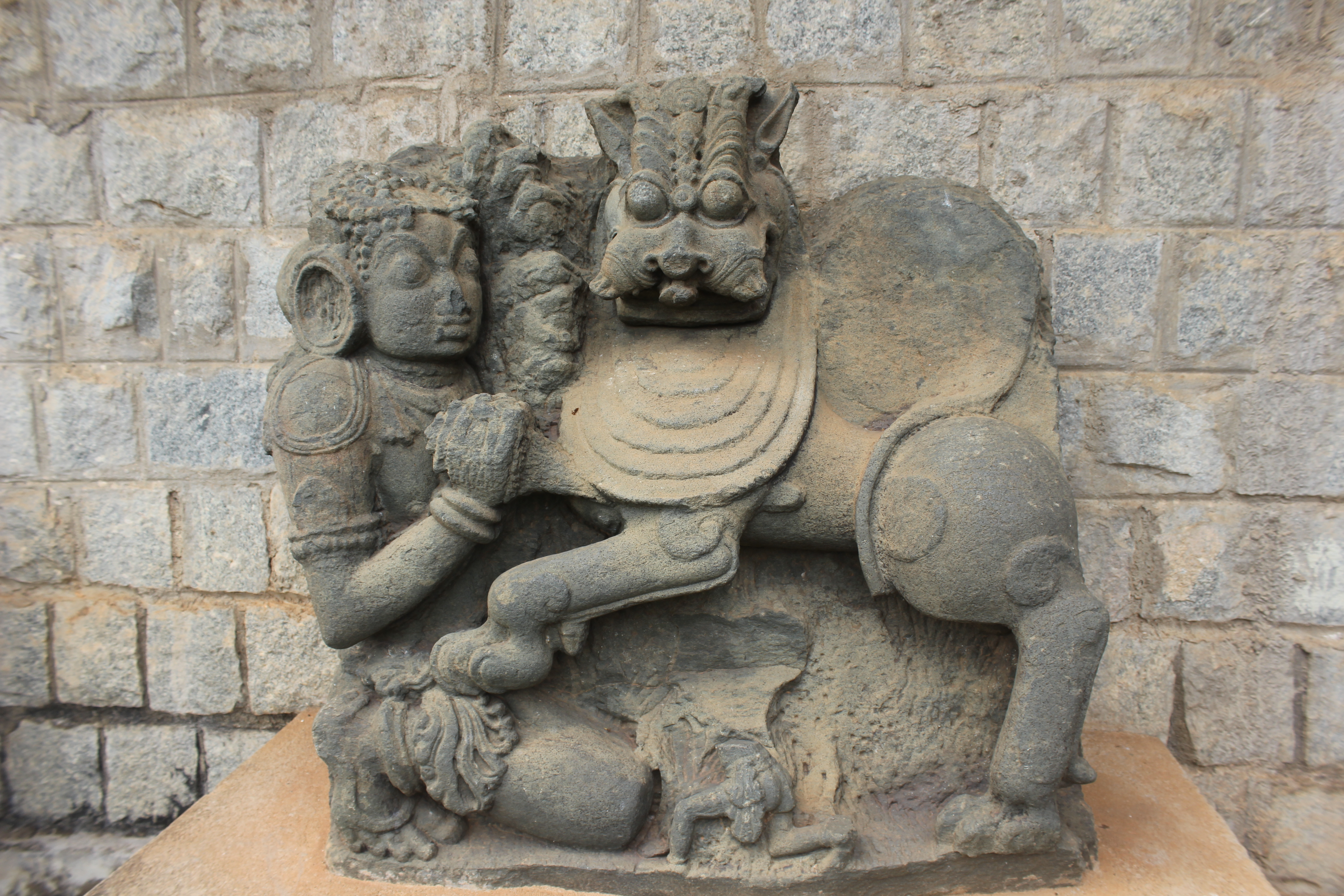
Yali oder Vyala – Emblem des Kadamba-Reiches